# Blaise Cendrars
Blaise Cendrars (1. září 1887 – 21. ledna 1961), vlastním jménem Frédéric Louis Sauser, byl švýcarský spisovatel a básník usazený ve Francii. Byl silně ovlivněn modernismem.

## Život
Narodil se ve frankofonní rodině ve švýcarském La Chaux-de-Fonds. Nedokončil školu, ale stal se hodinářem. Tuto profesi odjel vykonávat do ruského Petrohradu, a tam také začal psát své první literární texty. V Petrohradu se stal nakonec knihovníkem v Ruské národní knihovně. Roku 1907 se vrátil do Švýcarska, kde začal studovat medicínu na univerzitě v Bernu. Během studií začal psát své první básně, shromážděné pak ve sbírce Séquences. Roku 1911 odjel do New Yorku. Dojmy z tohoto velkoměsta shrnul do textu Les Pâques à New York, který se stal v jeho kariéře zlomem. Jednak šlo o jeho první text napsaný z modernistických pozic, a pak byl také prvním, který podepsal svým pseudonymem Blaise Cendrars. Roku 1912 odjel do Paříže, kde se zapojil do bohatého kulturního ruchu na Montparnassu, zejména mezi levicově orientovanými umělci. S anarchistickým spisovatelem Emilem Szittyou založil nakladatelství Les Hommes Nouveaux. Stýkal se Marcem Chagallem, Fernandem Légerem, Léopoldem Survagem, Amedeo Modiglianim, Alexanderem Archipenkem nebo Robertem Delaunaym. Nejvíc ho ale ovlivnil Guillaume Apollinaire. Roku 1914 odešel na frontu bojovat v řadách Francouzské cizinecké legie. Bojoval mimo jiné i v bitvě na Sommě. Okolo roku 1925 přestal psát básně a soustředil se na krátké prózy.

## Literatura

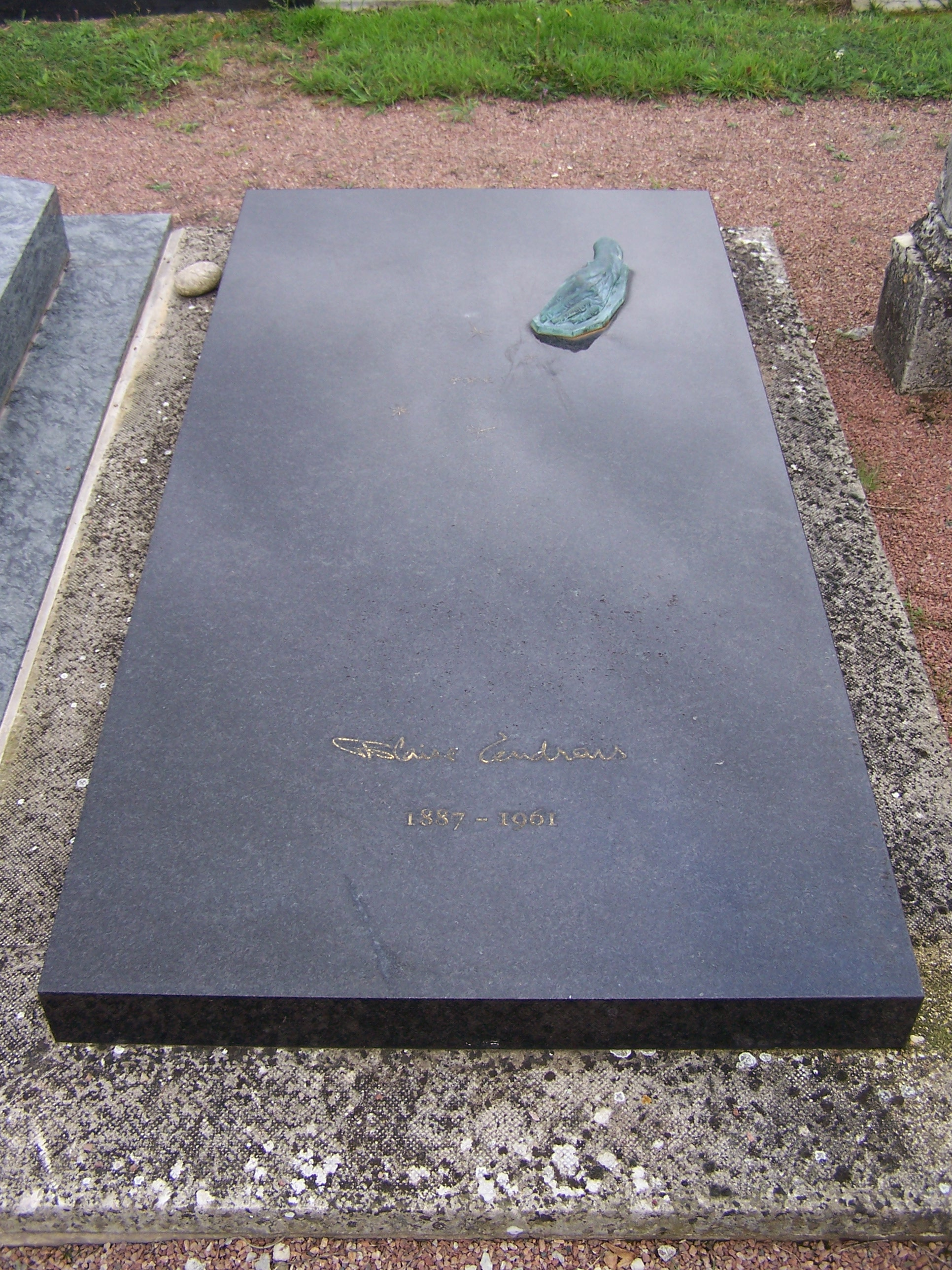
Cendrarsův hrob v Tremblay-sur-Mauldre

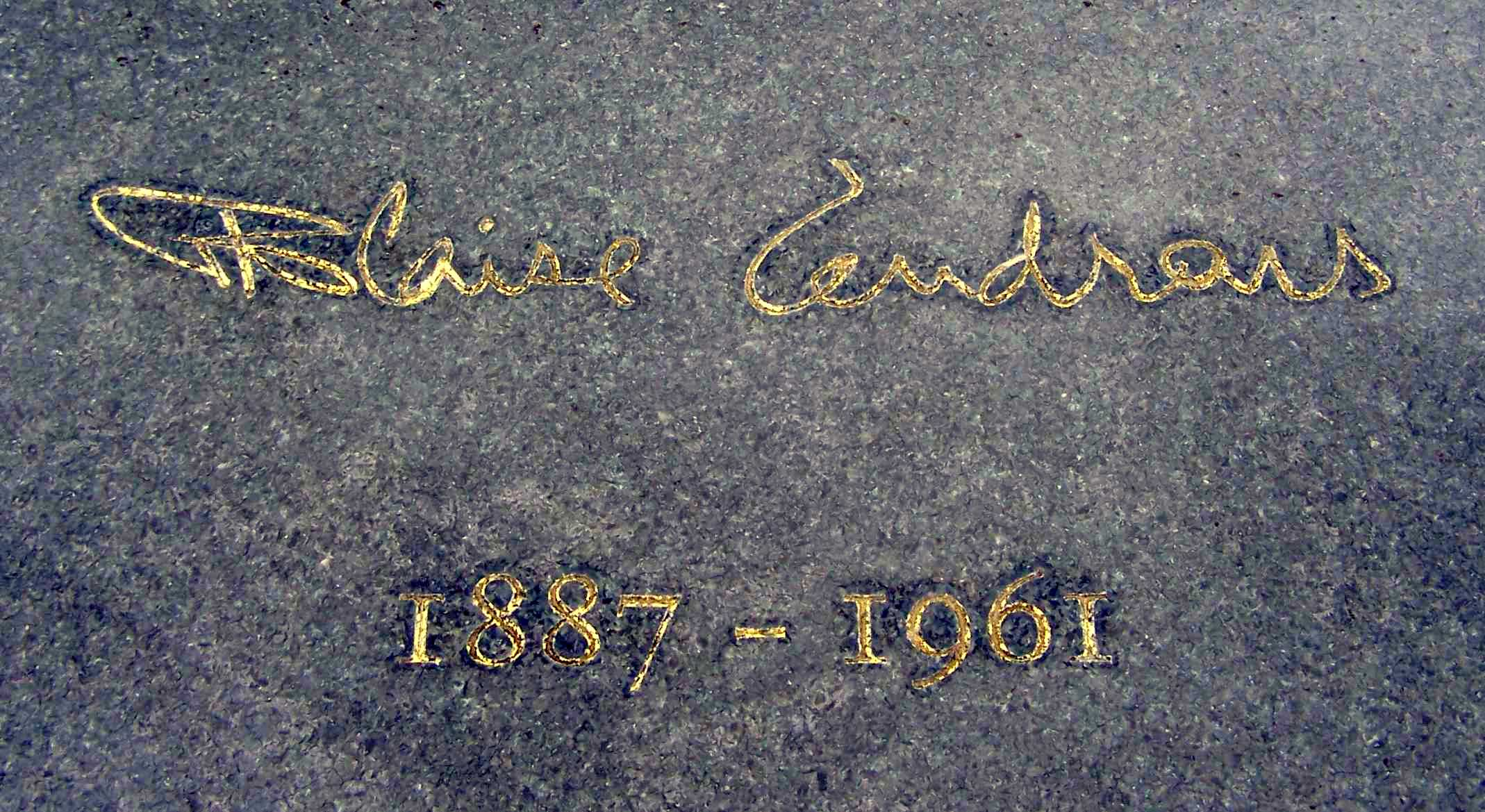
Detail z náhrobku